# The Tallest Man on Earth
Kristian Matsson (Dalarna, 30 de abril de 1983) é um cantor e compositor de Dalarna, Suécia. Desde 2005, ele lançou três álbuns e dois EP. Ele faz apresentações usando o nome de The Tallest Man on Earth (O Homem Mais Alto da Terra). Ele é conhecido por gravar e produzir seus próprios discos em casa e afirma que a ligação entre sua voz e seu violão é tão forte, que raramente os grava separados. Ele também é conhecido pela sua presença de palco carismática. Matsson é casado com a cantora e compositora sueca Amanda Bergman, que faz apresentações com o nome de Idiot Wind. O casal fez várias turnês juntos, geralmente cantando juntos no palco. Ele fez uma turnê com a banda Bon Iver. Matsson também foi líder da banda Montezumas.

## Estilo musical
Críticos tem comparado The Tallest Man on Earth ao Bob Dylan em termos de habilidade para composição e estilo musical. Quando perguntado sobre seu estilo, Matsson explica que começou a ouvir Bob Dylan ao quinze anos e ao ouvir todas suas músicas, ele tentou descobrir de onde elas vinham e lentamente foi conhecendo o estilo musical folk, como Pete Seeger e Woody Guthrie. Mas ele é cuidadoso ao dizer "Eu não considero meu trabalho parte de alguma tradição. É assim que eu toco. É assim que eu escrevo".
No que diz respeito à sua técnica de violão, Matsson usa uma variedade de afinações abertas. Ele estudou violão clássico em sua juventude, mas diz "que nunca se esforçou" e no final do ensino médio, ele "ficou cansado de tocar violão, porque era igual à matemática", até que descobriu as afinações abertas ouvindo Nick Drake em seus quase vinte anos. Ele foi atraído por esse estilo de tocar porquê o permitia se concentrar em cantar enquanto tocava música intrincada.

## Discografia

### Álbuns de estúdio
| Shallow Grave                   | - Lançamento: 5 de Março de 2008 - Gravadora(s): Gravitation - Formato: CD, download                   | —  | —  | —  | —  | —   |
| The Wild Hunt                   | - Lançamento: 13 de abril de 2010 - Gravadora(s): Dead Oceans - Formato: CD, download                  | 38 | —  | —  | 82 | 176 |
| There's No Leaving Now          | - Lançamento: 11 de junho de 2012 - Gravadora(s): Dead Oceans, Gravitation - Formato: CD, LP, download | 14 | 74 | 37 | 40 | 35  |
| Dark Bird Is Home               | - Lançamento: 12 de maio de 2015 - Gravadora(s): Dead Oceans, Gravitation - Formato: CD, LP, download  | 11 | 68 | —  | 40 | 67  |
| I Love You. It's a Fever Dream. | - Lançamento: 19 de abril de 2019 - Gravadora(s): Dead Oceans - Formato: CD, LP, download              | 52 | —  | —  | —  | —   |

### EPs
- The Tallest Man on Earth (2006)
- Sometimes the Blues Is Just a Passing Bird (2010)
- When the Bird Sees the Solid Ground (2018)

### Singles
- "The Gardener"
- "The King of Spain; The Wild Hunt"
- "Pistol Dreams"
- "The Dreamer"
- "Weather of a Killing Kind"
- "1904"
- "Revelation Blues"